# راتشنت أند كلانك: سايز ماترز
راتشنت أند كلانك: سايز ماترز (بالإنجليزية: Ratchet & Clank: Size Matters)‏ ، وتسمى في النسخة اليابانية راتشنت أند كلانك 5 (باليابانية: ラチェット&クランク5) ، هي لعبة فيديو إلكترونية نشرها شركة سوني كمبيوتر إنترتنمنت سنة 2007م ، وتعمل على نظامي بلاي ستيشن بورتبل وبلاي ستيشن 2.

## وصلات خارجية
- الموقع الرسمي
- Ratchet & Clank: Size Matters على موبي غيمز